# James McGrigor
Sir James McGrigor, 1. baronet (ur. 9 kwietnia 1771 w Cromdale, zm. 2 kwietnia 1858 w Londynie) – szkocki arystokrata, lekarz, chirurg wojskowy i botanik.
Był synem Colquhouna McGrigora, handlarza tkanin z Aberdeen, i jego żony Anne Grant. Urodził się 9 kwietnia 1771 w Cromdale, Inverness-shire, w 1788 roku ukończył studia (Master of Arts) na Uniwersytecie w Aberdeen. W 1789 zaczął studia medyczne na Uniwersytecie Edynburskim, otrzymał tytuł lekarski pod koniec 1799 lub na początku 1800 roku. Brał udział w kampaniach wojskowych w Niderlandach (gdzie zaraził się tyfusem), Egipcie, Indiach, Indiach Zachodnich i na Półwyspie Iberyjskim. Był naczelnym chirurgiem oddziałów brytyjskich w Portugalii i Hiszpanii w ostatnich latach wojny na Półwyspie Iberyjskim. W tym okresie nawiązał przyjaźń z ich dowódcą, księciem Wellingtonem.
23 czerwca 1810 roku ożenił się z Mary Grant, mieli dwóch synów Charlesa Rhodericka i Waltera Jamesa oraz córkę Jane.
McGrigor powrócił do Wielkiej Brytanii przed bitwą pod Waterloo i w 1814 otrzymał Odznakę Rycerza Kawalera. W 1821 roku został wybrany pierwszym przewodniczącym Medico-Botanical Society of London, założonego przez dr. Johna Frosta w celu skatalogowania roślin leczniczych. 30 września 1831 otrzymał tytuł baroneta, a w 1850 Order Łaźni. W dużej mierze był odpowiedzialny za utworzenie Royal Army Medical Corps, pełnił także funkcję rektora Uniwersytetu w Aberdeen.
Odznaczony był również portugalskim Krzyżem Komandorskim z Gwiazdą Orderu Wieży i Miecza, osmańskim Orderem Półksiężyca i hanowerskim Orderem Gwelfów.
Zmarł 2 kwietnia 1858 w swojej rezydencji w Londynie.